# Пола Ракса
Пола Ракса (пол. Pola Raksa) (нар. 14 квітня 1941 року, Ліда) — польська актриса театру і кіно.

## Біографія
Пола Ракса народилася в місті Ліда 14 квітня 1941 року. У 1964 році Ракса закінчила Кіношколу в Лодзі та дебютувала на театральній сцені.

## Вибіркова фільмографія
- «Дійсність» (1960)
- «Ноктюрн» (1966, Іветта)
- «Чотири танкісти і пес» (1966—1970)
- «Арія для атлета» (1979)